# Chiesa di San Tommaso Apostolo (Mineo)
La chiesa di San Tommaso Apostolo è un edificio religioso di Mineo.

## Storia
La chiesa è comunemente chiamata "chiesa del Collegio" perché era annessa al collegio gesuitico. È un edificio a croce latina ad unica navata. Conserva preziosi stucchi settecenteschi e paliotti marmorei. Notevole il crocifisso ligneo con un reliquario di santi martiri: san Valerio Martire, santa Lucilla, santa Costanza. Di rilievo sono una deposizione del caravaggesco Filippo Paladini (1613) e il sarcofago di Tommaso e Desiata De Guerreri (o Gurreri) che furono i fondatori del complesso gesuitico (1588). Il progetto è attribuito all'architetto Padre Natale Masuccio.

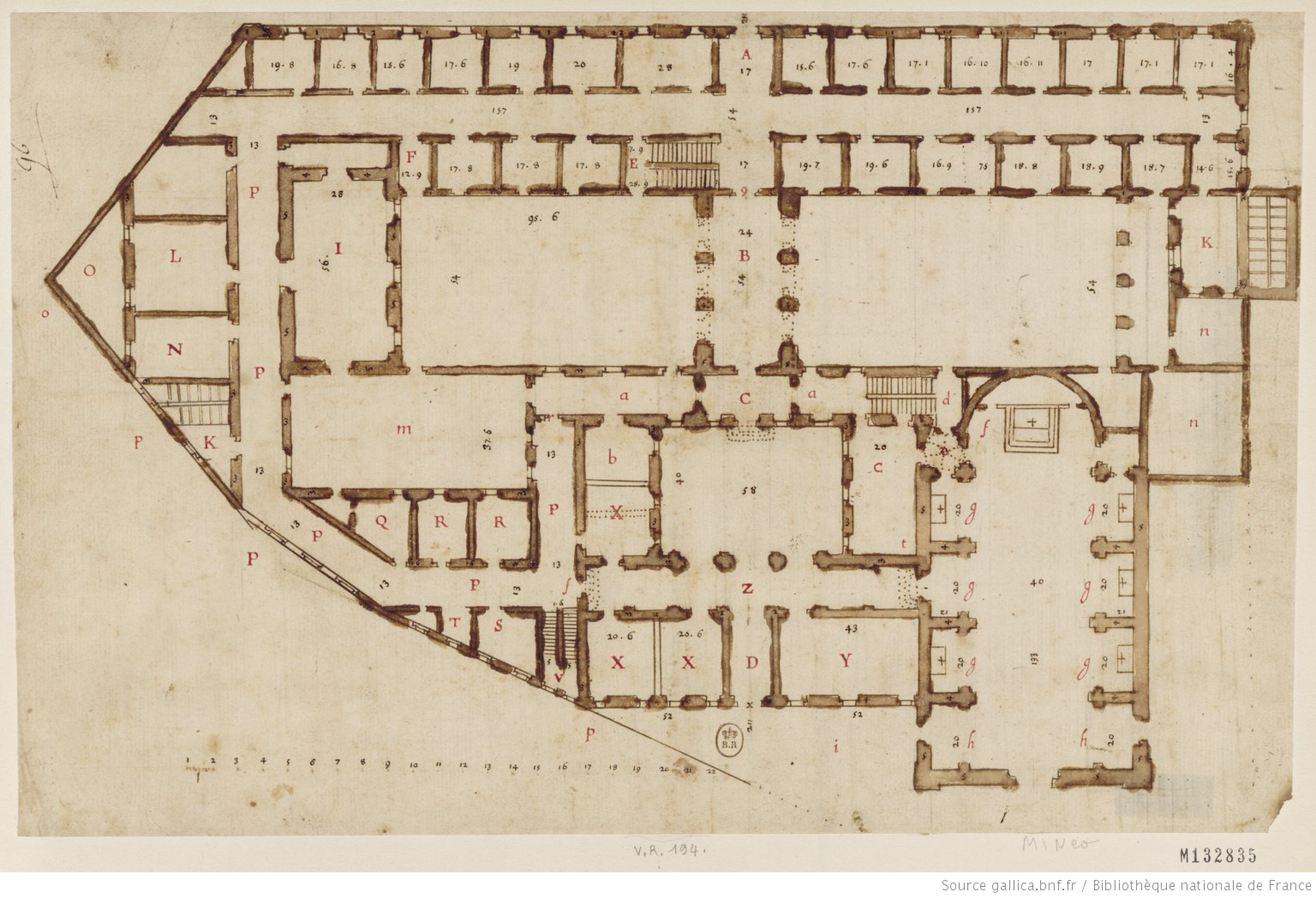
Progetto del pian terreno del Collegio Gesuitico di Mineo (1600-1602)